# عبد الحكيم الطاهر
عبد الحكيم الطاهر (1949 - 1 يناير 2021) مخرج وممثل سوداني، عُرف بلقب «كابتن كابو»، ويُعدّ رائد فكرة مسرح الصم في السودان، ونال جائزة العرض المتفوق من مهرجان إسبانيا للصم عام 2003 م.

## البداية
ولد في قرية (العفاض) بالولاية الشمالية، وبدأ حياته عاملا بسيطا في أحد المصانع وبترت اصابع يده اليسرى عام 1962 م أثناء العمل. تخرج من معهد الموسيقى والمسرح بجامعة السودان للعلوم والتكنولوجيا عام 1982 م، نال درجة الماجستير في الفنون من جامعة القاهرة عام 2000 م، والدكتوراه من جامعة السودان عام 2008 م.

## أعماله
أشهر ادواره : كابتن كابو في المسرحية الشهيرة (نقابة المنتحرين)، العمدة سالم في مسلسل مهمة خاصة جدا، والشاويش حميدة في مسلسل دكين.
- مثل سكة الخطر ودكين في عام 1997م

## وفاته
توفي يوم الجمعة الأول من يناير 2021 ميلاديّا، الموافق 17 جمادى الأولى 1442 هجريّا، عن عمر ناهز 72 عامًا، إثر إصابته بمرض فيروس كورونا 2019.

## روابط خارجيّة
- الصحافة الالكترونية السودانية
- لقاء صحفي مع الأستاذ عبد الحكيم الطاهر